# Vilaiete de Bitlisse
O vilaiete de Bitlisse (em armênio/arménio: Բիթլիսի վիլայեթ; romaniz.: Bit'lisi vilayet; em turco otomano: ولایت بتليس; romaniz.: Vilâyet-i Bitlis) foi uma divisão administrativa de primeiro nível (vilaiete) do Império Otomano. Era um dos seis vilaietes armênios do império. No início do século XX, supostamente tinha uma área de 11 522 milhas quadradas (29 840 quilômetros quadrados), enquanto os resultados preliminares do primeiro censo otomano de 1885 (publicado em 1908) deram a população como 388 625. A precisão dos números populacionais varia de "aproximado" a "meramente conjectural", dependendo da região de onde foram coletados. Bitlisse e Muxe foram anteriormente incluídos no eialete de Erzurum. Em 1867, com a dissolução do eialete, compuseram o vilaiete de Erzurum até serem separados em 1875 como vilaietes autônomos, em decorrência da Guerra Russo-Turca de 1877–1878. O sanjaco de Sirte foi unido ao vilaiete de Bitlisse a partir do vilaiete de Diarbaquir em 1883-84.

## Subdivisões
Os sanjacos do vilaiete:
- Sanjaco de Bitlisse (Bitlisse, Aquelate, Quizane, Mutqui)
- Sanjaco de Muxe (Muxe, Bulaneque, Sassom, Manzicerta, Varto)
- Sanjaco de Sirte (Sirte, Eruque, Pervari, Xirvane, Curtalane)
- Sanjaco de Guenche (Guenche, Chapacchur, Culpe)